# Turnera lamiifolia
Turnera lamiifolia är en passionsblomsväxtart som beskrevs av Jacques Cambessèdes. Turnera lamiifolia ingår i släktet Turnera och familjen passionsblomsväxter. Inga underarter finns listade i Catalogue of Life.